# Дьюи (тауншип, Миннесота)
Дьюи (англ. Dewey) — тауншип в округе Розо, Миннесота, США. На 2000 год его население составило 114 человек.

## География
По данным Бюро переписи населения США площадь тауншипа составляет 90,0 км², из которых 90,0 км² занимает суша, водоёмов нет.

## Демография
По данным переписи населения 2000 года здесь находились 114 человек, 43 домохозяйства и 31 семья. Плотность населения —  1,3 чел./км². На территории тауншипа расположено 52 постройки со средней плотностью 0,6 построек на один квадратный километр. Расовый состав населения: 100,00 % белых. Испанцы или латиноамериканцы любой расы составляли 0,88 % от популяции тауншипа.
Из 43 домохозяйств в 41,9 % воспитывались дети до 18 лет, в 67,4 % проживали супружеские пары, в 2,3 % проживали незамужние женщины и в 27,9 % домохозяйств проживали несемейные люди. 27,9 % домохозяйств состояли из одного человека, при том 7,0 % из — одиноких пожилых людей старше 65 лет. Средний размер домохозяйства — 2,65, а семьи — 3,26 человека.
32,5 % населения — младше 18 лет, 3,5 % — в возрасте от 18 до 24 лет, 36,0 % — от 25 до 44, 18,4 % — от 45 до 64, и 9,6 % — старше 65 лет. Средний возраст — 33 года. На каждые 100 женщин приходилось 103,6 мужчин. На каждые 100 женщин старше 18 приходилось 120,0 мужчин.
Средний годовой доход домохозяйства составлял 35 179 долларов, а средний годовой доход семьи — 36 429 долларов. Средний доход мужчин —  11 250  долларов, в то время как у женщин — 18 750. Доход на душу населения составил 28 404 доллара. За чертой бедности находились 5,6 % семей и 9,2 % всего населения тауншипа, из которых 12,5 % младше 18 лет.